# ジョセフ・ヴァラセク
ジョセフ・ヴァラセク（英: Joseph Valasek、1897年4月27日 - 1993年10月4日）は、アメリカの物理学者。ミネソタ大学名誉教授。専門は幾何光学、物理光学、実験光学、分光法、X線。ロッシェル塩を用いて強誘電性を発見したことで知られる。

## 幼少期と教育
1897年4月27日にオハイオ州クリーブランドでチェコスロバキアからアメリカに移住してきた両親の元に生まれた。父親はジャーナリスト、事務員、ビール醸造所のアシスタントマネージャーとして働いていた。母方の祖父ヨゼフ・ピリクはチェコスロバキアの物理教師だった。
1917年にケース工科大学（現在のケース・ウェスタン・リザーブ大学）で物理学の学士号を取得した。卒業後、ワシントンD.C.にある国立標準局（現在の国立標準技術研究所）で2年間勤務した。そこで、光学ガラスのアニーリングに関する研究を行った。1920年に修士号を、1921年に博士号をミネソタ大学から取得した。
大学院在学中にミネソタ大学の職員となり、1919年にティーチングアシスタントになった。ミネソタ大学大学院修了後、その後1年間全米研究評議会フェローとして同大学に勤務した。

## 経歴
彼が強誘電性を発見したのは1920年の大学院生の時である。当時、ウィリアム・スワン教授の指導の下、地震計の開発に取り組んでいた。彼は、電場下に置かれたロッシェル塩の分極が、電場を上げるにつれて増加することを観察した。しかし、その後に電場を下げると、分極は常に以前より高くなり、同じような曲線を描いてヒステリシスを示した。ヴァラセクは大学院生だったため出席できなかったが、スワン教授は1920年4月にワシントンD.C.の国立標準局ビルで開催されたアメリカ物理学会の会合で、「ロッシェル塩における圧電現象および関連現象」と題する論文でこれらの発見を発表した。その後、ヴァラセクは1920年12月にこの論文を正式に提出し、1921年4月に『フィジカル・レビュー』に掲載された。
1920年に教官に昇進し、1922年にミネソタ大学の助教授に任命された。 残りのキャリアも同大学で勤務し続け、1927年には准教授に、1941年には教授になった。1928年から1929年まで、スウェーデンのウプサラにあるカール・マンネ・ゲオルク・ジーグバーンの研究室で働いた。そこで、X線スペクトルにおける化学的効果と固体中の電子エネルギーバンドとの関連についての研究を始めた。
教授として、理論光学と実験光学の両方の講義を担当した。1965年にミネソタ大学を退職した。1983年にミネソタ大学は技術研究所（現在の理工学部）における、これまでの優れた業績に対してヴァラセクに名誉理学博士号を授与した。
1921年にアメリカ物理学会のフェローに選出された。

## 私生活
彼の義兄はエルマー・ハッチソンであり、彼の姉のローズと結婚した。ハッチソンは1957年から1964年までアメリカ物理学協会の第2代ディレクターを務めた。

## 出版物
- Piezo-Electric and Allied Phenomena in Rochelle Salt, 1920年に提出した学位論文。[13]
- Elements of Optics (McGraw-Hill, 1928)[14]
- Introduction to Theoretical and Experimental Optics (Wiley, 1949)[15][16]